# Bryson, Texas
Bryson là một thành phố thuộc quận Jack, tiểu bang Texas, Hoa Kỳ. Năm 2010, dân số của xã này là 539 người.

## Dân số
- Dân số năm 2000: 528 người.
- Dân số năm 2010: 539 người.